# Treptowi szovjet katonai emlékhely
A treptowi szovjet katonai emlékhely a második világháborúban Berlinért elesett szovjet katonák egy részének nyughelye és emlékparkja.

## Története
1945-ben 80 ezer szovjet katona halt hősi halált a berlini harcokban, közülük hétezren nyugszanak a Treptower Parkban. A háború után három nagy szovjet emlékművet emeltek Berlinben, egyet Pankowban, egyet a Tiergarten parkban, egyet pedig a Treptower Parkban, ez utóbbi, a maga kilenchektáros területével, a legnagyobb Németországban. Az emlékhelyet 1946 és 1949 között alakították ki, és 1949. május 9-én, a második világháború európai harcai befejezésének negyedik évfordulóján adták át. A tervezést és építést a „kreatív kollektíva” végezte, amelyet Jakov Boriszovics Belopolszkij építész, Jevgenyij Viktorovics Vucsetyics szobrász, Anatolij Andrejevics Gorpenko festő és Szarra Szamuilovna Valeriusz mérnök irányított.
Az emlékhelyet két irányból lehet megközelíteni: északról a Puschkinallee, délről a Straße am Treptower Park határolja. Mindkét irányból diadalívet idéző kapun lehet bejutni a területre; a két ösvény az Oroszország Anyácska-szobornál találkozik. A fiát sirató nő szobra három méter magas. Az onnan induló, fákkal övezett út két vörös gránitból faragott, stilizált zászlóhoz vezet, mögöttük van a temető, amelyet a szarkofágok jeleznek. Az emlékhely központi alkotása a kicsi dombon álló mauzóleum, amelynek tetején egy egy orosz katona szobra áll. Egyik kezében gyermeket tart, a másikban kardot, amelyet egy szétzúzott horogkereszten nyugtat. A mauzóleumhoz lépcső vezet fel. Az emlékhely építése során 40 ezer köbméter gránitot használtak fel.

## Szobrok, építmények

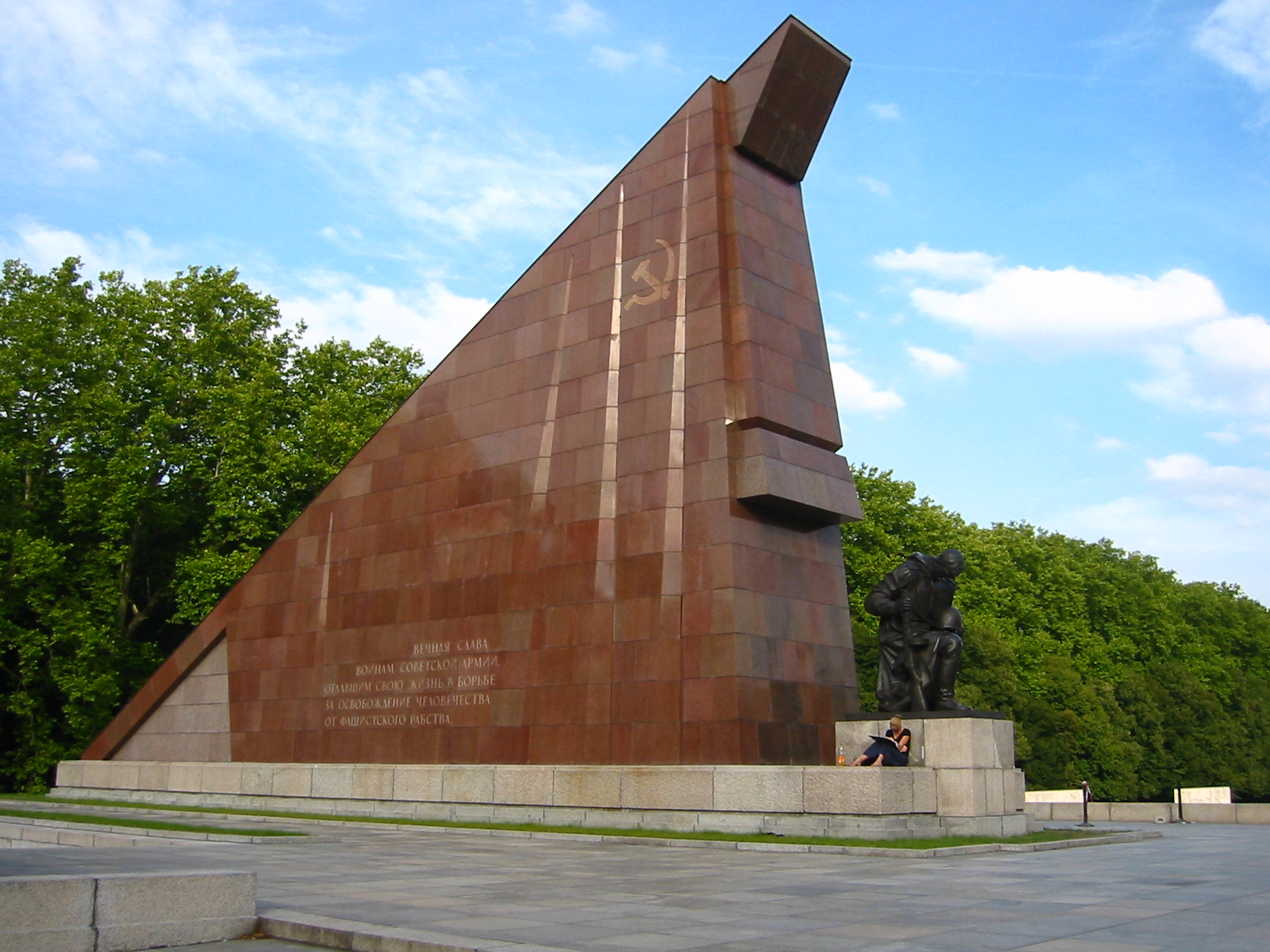
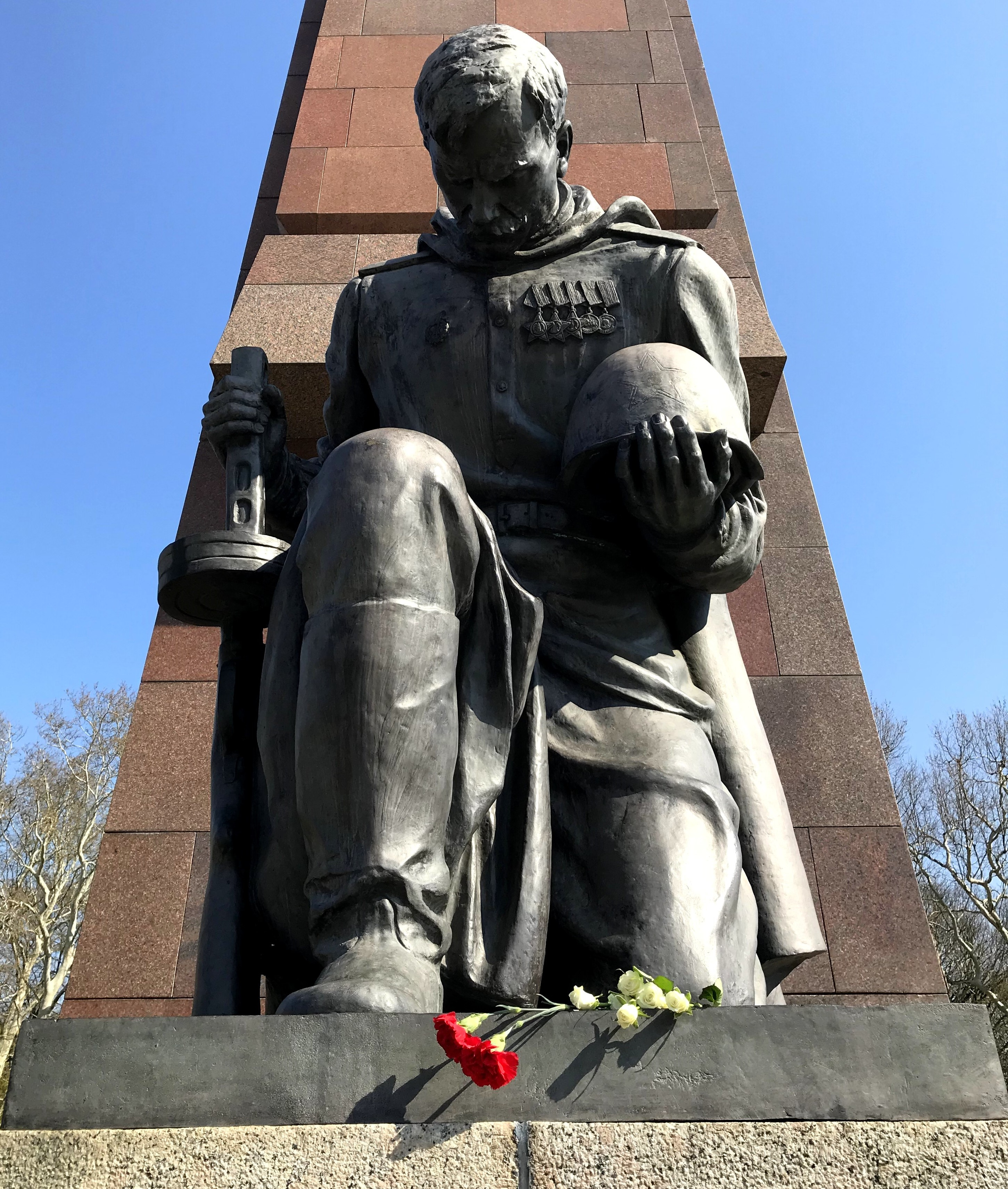
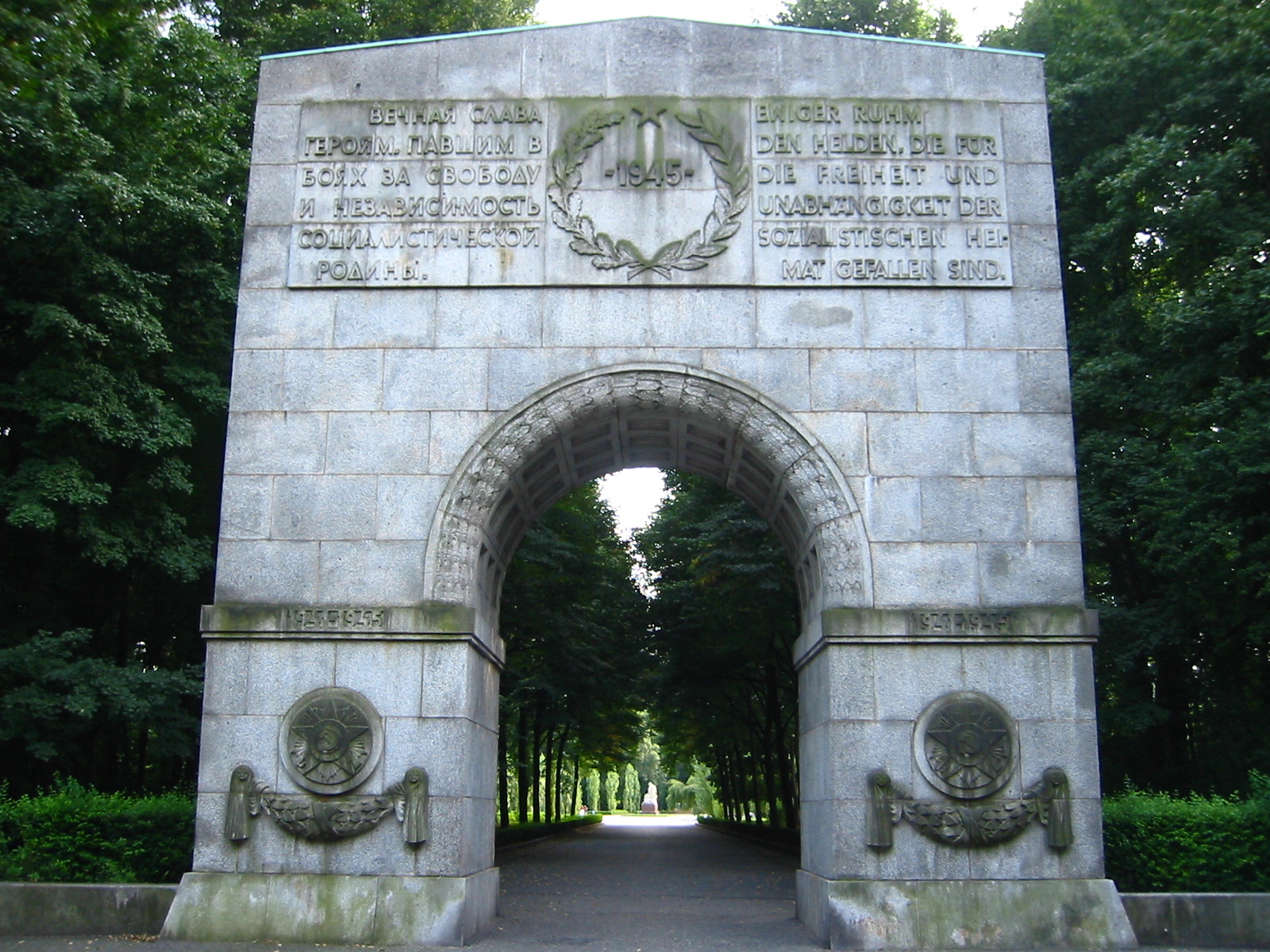
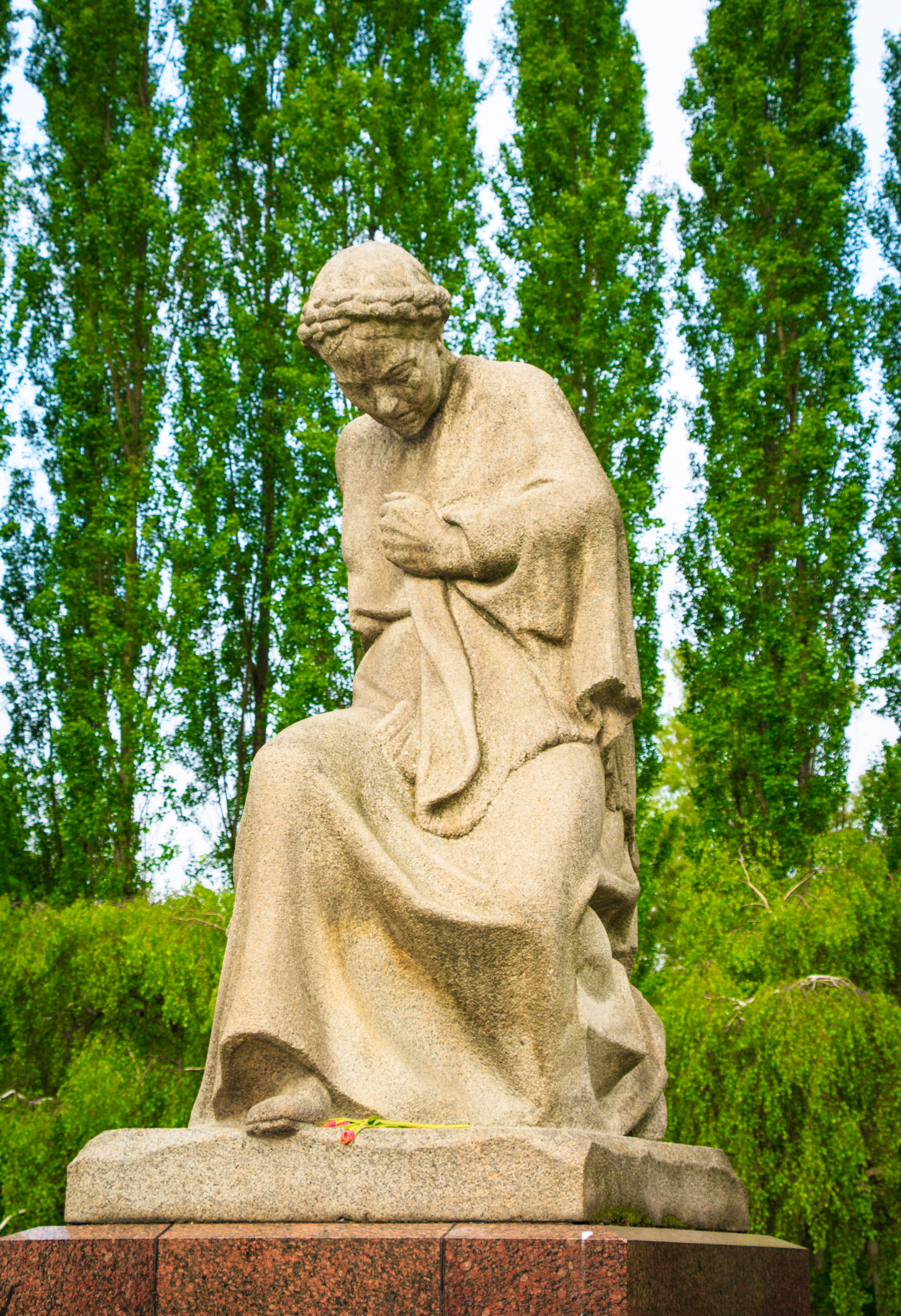
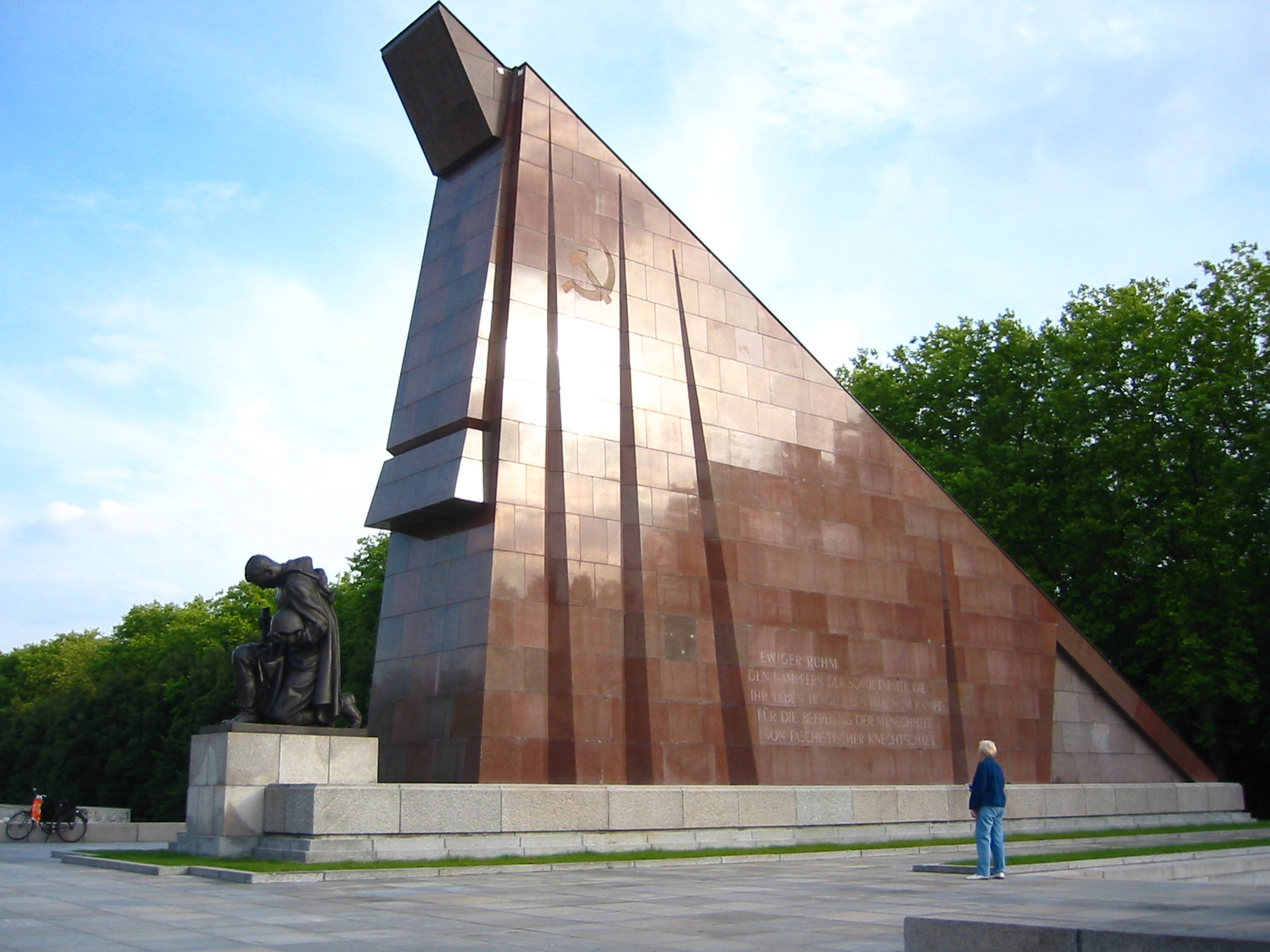